# Dangme (Volk)
Die Dangme, korrekter: Adangme, sind ein Volk in Ghana. Unter diesem Begriff werden alle Sprecher der Dangme-Sprache zusammengefasst, die zusammen mit den Ga als Ga-Adangme eine der Hauptethnien Ghanas bilden. Die Zahl der Adangme wird mit 800.000 oder 833.000 angegeben.

## Geografische Verbreitung
Die Siedlungsgebiete der Adangme befinden sich vornehmlich in den Gegenden südlich des Akum-Flusses und füllen in etwa den Raum zwischen 6°30’ N, 0°15’ W, dem Volta und der Küste aus.
Zu den Adangme-Völkern gehören die Dangme, Ga, Krobo (mit der Untergliederung: Manya-Krobo, Yilo-Krobo, Denkira-Krobo), die Ada, die Shai, die Osudoku und die Prampram, um nur die bedeutendsten zu nennen. Unter den Akwapimern stellen sie den größten Teil der Bevölkerung.

## Geschichte
Historische Staatswesen der Adangme waren nach dem Untergang des La-Reiches vornehmlich Krobo und Ladoku. Das Königreich Ladoku war bis 1680 der östliche Nachbar des Ga-Königreiches von Groß-Akkra und erstrecke sich im Küstenhinterland westlich des unteren Volta bis etwa auf eine Höhe von 6° N. Adampi, Alampoe (o. ä.) sind historische Namen für die Einwohner des Königreiches Ladoku. Nördlich von Groß-Akkra und Ladoku schlossen sich Aburi, Bunu, Equea, Latebi und Akrade als kleinere Adangme-Staaten an (in Richtung von West nach Ost zwischen dem Densu-Fluss und dem Volta). Oberhalb dieser Häuptlingstümer existierte daneben Kamana als Reich östlich von Akwamu, westlich des Volta und südlich des Kwahu-Plateaus. Die Situation änderte sich, als im Jahre 1677 die Akwamus in Groß-Akkra einfielen und dessen Untergang einläuteten. Im Anschluss daran traf dasselbe Schicksal auch Ladoku und die Bergregionen. Als Nachfolgestaaten aus dem früheren Ladoku sind Ada und Osudoku hervorgegangen. Im Jahre 1731 wurde dann, als Ergebnis eines mit akimischer Unterstützung geführten, nationalen Befreiungskampfes gegen die Akwamu-Hegemonie mit dem Bund von Abotakyi der Staat Akwapim (Akuapem) aus der Taufe gehoben, der neben einigen Familienverbänden aus Akim vornehmlich die Adangme-Kleinstaaten der Akwapim-Hügel (wie sie von nun an genannt wurden) bis hin zum Volta vereinte. Wenn die Dänen in historischer (Kolonial-)Zeit von „Reviernegern“ und „Bergnegern“ sprachen, dann waren mit ersteren zumeist die Ada und ihre Verbündeten am Voltaufer von der Mündung flussaufwärts bis etwa Malfi gemeint, letzteres kennzeichnete die Bewohner der Akwapim-, Shai- und Osudoku-Hügel.
Die Ethnie der Dangme-Sprecher wird des Öfteren mit der Ethnie der Adangbe verwechselt oder gleichgesetzt, sie unterscheidet sich jedoch nicht nur in der Bevölkerungszahl (ca. 2000) wesentlich. Die Adangbe besiedeln die Küstengegenden etwa östlich von Prampram bis hin zur Salzlagune, die sich westlich von Ada befindet. Sie gehören ebenfalls mit zur Gruppe der Ga-Adangme.
Da die Siedlungsgebiete der Adangme, im Gegensatz zu denen der benachbarten Akimer, keinerlei Goldlagerstätten aufweisen, war es in der Vergangenheit sowohl den weltlichen als auch religiösen Herrschern der Adangme u. a. auch verboten, Goldgegenstände zu tragen. Das Tragen goldener Gegenstände assoziierte man in erster Linie mit den Akan, einem traditionellen Feind.

## Herkunft
Die Adangme-Völker führen ihre Herkunft auf die La-Nation zurück, die mitunter auch Da oder Le genannt wird und welche bis zum Anfang des 16. Jahrhunderts auch mit einem gemeinsamen politischen Staatswesen existiert hat. Der Priesterkönig der La führte den Titel Laanimo und die einstige Hauptstadt des La-Reiches hieß Klekpe. In der mythischen Überlieferung wird die La-Nation verglichen mit einer Kornkammer, welche bis zum Rand mit Getreidekorn (= das Volk der La) gefüllt war. Verantwortlich für diese Kornkammer sei ihr oberster Wächter gewesen, der Laanimo. Er musste einst aus der Entfernung (= Abwesenheit in der Hauptstadt) ohnmächtig zusehen, wie Rüsselkäfer (Kornschädlinge = innere Feinde) und äußere Feinde das Korn zerstörten. Diese Geschichte spielt auf Ereignisse an, die etwa in der Zeit um das Jahr 1500 stattfanden. Damals verteidigte die La-Armee gerade ihr Land gegen den Angriff eines äußeren Feindes, der offen bekundet hatte, dass man die gesamte La-Nation auslöschen wolle. Als der Laanimo während dieses Krieges einmal die Hauptstadt Klekpe verließ, um zu seinen Truppen zu stoßen, gelang es dem Feind durch Verrat zur Hauptstadt Klekpe vorzudringen, diese zu belagern und schließlich zu erobern. Klepke wurde ausgiebig geplündert und anschließend vollständig niedergebrannt. Als Flüchtlinge dem Laanimo die Nachricht über den Fall seiner Hauptstadt überbrachten, fanden sowohl der König als auch seine Generäle, dass alles verloren sei und um der Schmach und Schande zu entgehen, den Eroberern als Sklaven dienen zu müssen, wählten sie den kollektiven Selbstmord. Ihren Gefolgsleuten empfahlen sie, sich ihnen anzuschließen, was viele von ihnen auch taten. Das nach diesem Massenselbstmord endgültig schutz- und verteidigungslos gewordene Königreich wurde nun eine leichte Beute des Feindes. Ein Großteil der Bevölkerung suchte die Flucht und verstreute sich in verschiedene Richtungen, wobei der Hauptteil in südöstlicher Richtung abwanderte. Diese nannten sich später Adangme und die späteren staatlichen Gemeinwesen der Krobo bzw. Ladoku am unteren Volta waren im Wesentlichen Staatsgründungen dieser La-Flüchtlinge.

## Nationalepos "Klama"
Die Adangme besitzen in der „Klama“ ein Nationalepos, welches die Erinnerung an ihre gemeinsame Vergangenheit wachhält. Die Klama ist jedoch mehr als nur überlieferte Geschichte. Das Epos enthält Tausende von Einzelgeschichten; wenn man nur die einzelnen Strophen in einem Index katalogisieren würde, enthielte dieser etwa 60.000 Einträge, angefangen von der 800-jährigen Geschichte der La-Nation über einzelne Biographien, Religion, Philosophie, Medizinkunde usw. bis hin zu romantisch anmutenden Märchen. Szenen aus dem Klama-Epos werden auf sog. „Klama-meetings“ singend, tanzend und spielend nachgestellt, die zumeist alle bedeutenden Gelegenheiten umrahmen, wie z. B. Hochzeiten, „Stuhlreinigungs“-Zeremonien, der Namensgebung für ein Kind oder bei religiösen Festivitäten. Das Singen, Spielen und Tanzen der Klama-Inhalte ist dabei einer elitären Gruppe von Leuten vorbehalten, die Agbaa genannt werden. Die Agbaa werden zwar selbst auch als Priester angesehen, da sie offiziell den nationalen Göttern „gehören“, aber sie sind nicht mit den eigentlichen Priestern und Priesterinnen identisch, denen die Aufsicht über die Agbaa-Leute obliegt.
Die bei den Klama-Meetings dargestellten Tanz-, Spiel und Gesangsdarbietungen werden von ganz bestimmten Trommelrhythmen begleitet. So ist z. B. ein bestimmter Rhythmus namens „Maa“ für die Begleitung von Szenen aus der La-Geschichte reserviert. Andere Rhythmen heißen „Nimeli a do“ oder „Abodo“. Letzterer enthält religiöse Konnotationen. Das Wort Abodo steht in Dangme für kaum sichtbare, elfenähnliche und überintelligente Wesen von kleiner Statur, die in den Bergen und Wäldern leben und den Status von Untergöttern besitzen. Diese kennen das geheime Wissen zu jeder einzelnen Pflanze und sie können, wenn es ihnen beliebt, Menschen in den ihrigen Zustand transferieren, was sie aber nur machen, wenn diese jung und lernfähig (und auch -willig) sind. Als „verlorene Menschen“ werden diese dann von den Abodo in alle Geheimnisse und Mysterien eingeweiht, die irgendwelchen Naturphänomenen anhaften. Ist die Ausbildung abgeschlossen, werden die Schüler wieder in ihren menschlichen Zustand zurückversetzt und man findet sie irgendwo herumlungernd an den Randgebieten ihrer Dörfer wieder, aus denen sie einige Jahre zuvor verschwunden waren. Für die anderen Menschen gelten sie dann als „aus der Welt der Weisheit und Schönheit“ zurückgekehrt. Möglicherweise ist dies ein Sinnbild und steht für die Bedeutung einer Ausbildung außerhalb der Landesgrenzen. Interessant ist in diesem Zusammenhang, dass in den Klama-Strophen die Götter des Meeres (wo wohi) mit den Göttern des Landes (abodo) kommunizieren.
Die einzelnen Strophen der Klama sind systematisch geordnet. So enthält die Klama z. B. einen Teil, der Tegble genannt wird, was wörtlich „Pfad des Krieges“ bedeutet, aber zumeist werden aus diesem Teil Stücke dargestellt, wie ein Krieger einen Leoparden mit einem Speer tötet. Daneben gibt es z. B. auch den Hae-Teil, was man mit „Lieder der Jungfrauen“ bezeichnen könnte. Dieser Teil beinhaltet ein ganzes Repertoire romantischer Lieder, die mit den Lieben und Leiden einer jungen Frau verbunden sind während ihrer Ausbildung zur (perfekten) Hausfrau, Ehegattin und Mutter. Alle Geschichten der Klama beginnen und enden stets mit derselben Begrüßungs- und Verabschiedungs-Strophe.

## Ausstellungen
- 2016: Aklama – Hilfsgeister der Ewe und Dangme, Museumsquartier St. Annen, Lübeck. Katalog.[2]